# Klaus Kessler (Schauspieler)
Klaus Kessler (* 1940; † 2002), bürgerlich Klaus-Dieter Kessler, war ein deutscher Schauspieler und Synchronsprecher.

## Wirken
Klaus Kessler machte eine Schauspielausbildung und war zwischen 1975 und 2000 regelmäßig in verschiedenen Episodenrollen des deutschen True-Crime-Formates Aktenzeichen XY … ungelöst (seit 1967) zu sehen. Des Weiteren spielte er in Martin Enlens Kurzfilm Der letzte Tanz von 1989 und 2000 in einer Folge der ZDF-Gerichtssendung Verkehrsgericht (1983–2001).
Seit den frühen achtziger Jahren bis zur Jahrtausendwende war Klaus Kessler auch umfassend in der Film- und Fernsehsynchronisation tätig. Hierbei synchronisierte er vorwiegend Neben- oder Ensemblerollen in Fernsehserien und Zeichentrickserien, wie in Cheers (1982–1993), Law & Order (1990–2010), zwei Scooby-Doo-Serien (1969–1970; 1976–1977), New Spider-Man (1993–1998) und Transformers (1993–1995). Von Staffel 4 bis einschließlich Staffel 7 gehörte Kessler zudem zum festen Sprecherpool um Dialogregisseur und Dialogbuchautor Ivar Combrinck in der deutschen Fassung der Simpsons (seit 1989), wo er unter anderem als zweite Stimme von Homer Simpsons Freund Carl Carlson zu hören war.
Klaus Kessler lebte zuletzt im Münchner Stadtbezirk Ludwigsvorstadt-Isarvorstadt.

## Synchronisation

### Filme (Auswahl)
- 1984: Verbotene Hilfe (Fernsehfilm von Liliane Targownik)
- 1987: Joe Wolberg als Leiter des SWAT-Teams in Im Augenblick der Angst
- 1990: Brian Henson als Hund des Geschichtenerzählers in Die Muppets feiern Jim Henson (Puppentrickfilm)
- 1990: Dave Goelz als Zoot in Die Muppets feiern Jim Henson (Puppentrickfilm)
- 1992: Tony Hopkins als Käfigträger Winston in Braindead
- 1992: Tony Hiles als Tierpfleger in Braindead
- 1997: Lawrence Hudd als Dirks Vater in Boogie Nights
- 1997: Jason Cross als Watcher in Boogie Nights
- 1998: Cary-Hiroyuki Tagawa als David Deyo in John Carpenters Vampire